# Slovenský rozhlas
A Slovenský rozhlas (röv: SR) (magyarul: Szlovák Rádió) 2010-ig állami közszolgálati rádióadó volt Szlovákiában, 2011-től az összevont Szlovák Rádió és Televízió (RTVS) része. Vezetője, amely az objektivitást és a függetlenséget biztosítja, a Rádiótanács. Ez a szerv választja meg és hívja vissza a főigazgatói posztot betöltő személyt.
Kilenc adót üzemeltet, amelyek más-más témakörben sugároznak. Fontos részét képezi a Szlovák Rádió szimfonikus zenekara (Symfonický orchester Slovenského Rozhlasu), mely a legrégebben fennálló zenekari formáció Szlovákiában.

## Története
1925 decemberében a kassai posta technikusai végezték Enyickén az első kísérleti rádiósugárzást Szlovákia területén. 1926 augusztusában a Radiojournal rendszeres műsorszórásba kezdett Pozsonyból.
A rádió 1928 decemberétől sugároz magyar nyelven is, ma Rádio Patria (magyarul: Pátria Rádió) néven.
2011. január 1-jén összevonták a Szlovák Televízióval (STV), és létrejött az Szlovák Rádió és Televízió (RTVS).

### Adatok
Az adattáblázat főként az időben legutolsó adatokat tartalmazza.

| Frekvencia (kHz) | Teljesítmény (kW) | Helység                         | Adótorony                  | Állapot                   |
| ---------------- | ----------------- | ------------------------------- | -------------------------- | ------------------------- |
| 270              | 1500              | Uherské Hradiště (Magyarhradis) | Topolná                    | működik                   |
| 567              | 20                | Rimaszombat                     | Uzapanyit (Uzovská Panica) | leállt 2008. január 20-án |
| 567              | 20                | Zsolna                          | Zsolnaberkes (Hôrky)       | leállt 2008. január 20-án |
| 621              | 7                 | Árva (Orava)                    | Felsőlehota (Horná Lehota) | leállt 2008. január 20-án |
| 639              | 100               | Prága                           | Liblice                    |                           |
| 702              | 400               | Kassa                           | Tizsite (Čižatice)         |                           |
| 702              | 100               | Eperjes                         | Eperjesenyicke (Haniska)   | működik                   |
| 864              | 1                 | Szinna (Snina)                  | Takcsány (Stakčín)         |                           |
| 864              | 1                 | Besztercebánya                  | Csaca (Čadca)              | leállt 2008. január 20-án |
| 900              | 7                 | Poprád                          | Nagyszalók (Veľký Slavkov) | leállt 2008. január 20-án |
| 927              |                   | Nagykosztolány                  |                            |                           |
| 927              | 25                | Kassa                           | Tizsite (Čižatice)         | leállt 2008. január 20-án |
| 954              | 200               | Brünn (Brno)                    | Dobrochov                  |                           |
| 1017             |                   | Pozsony                         |                            | leállt 2008. január 20-án |
| 1017             | 50                | Rimaszombat                     | Uzapanyit (Uzovská Panica) | maradt                    |
| 1035             | 14                | Besztercebánya                  | Laskomer                   | leállt 2008. január 20-án |
| 1035             |                   | Pozsony                         |                            |                           |
| 1071             |                   | Kassa                           |                            |                           |
| 1098             | 100               | Nyitra                          | Üreg (Jarok)               | működik                   |
| 1098             | 50                | Poprád                          | Nagyszalók (Veľký Slavkov) |                           |
| 1098             | 10                | Pozsony                         |                            | működik                   |

A csehországi adók csak a történetiség érdekében szerepelnek. Ugyanis az adók belépési sorrendje: Prága, Brünn, Pozsony, Kassa volt. Az érdekesség kedvéért szerepel ezen kívül az egykori Csehszlovákia egyetlen hosszúhullámú adója, Topolná. A kezdeti időben (1929) hamar megindultak a magyar nyelvű adások Pozsonyban és Kassán.
Az azonos időpontban leállított adók legtöbbje a Pátria Rádió műsorát sugározta. Ezek helyettesítésére URH adókat használnak. A hírek szerint a pozsonyi adó egyetlen frekvencián sugároz két műsorfolyamot: a Pátria Rádió műsorát FM és DRM+ technológiával.
Az adók frekvenciája és teljesítménye sokszor változott. Kassa 1931-ben például az 1022 kHz-en sugárzott 2,6 kW teljesítménnyel, Pozsony 1076 kHz-en 14 kW-tal. Kassa 1934-ben az 1113 kHz-en sugárzott; 1939-ben (a Felvidék visszacsatolása után magyar rádióként) 1158 kHz-en 3 kW teljesítménnyel. A kassai adó műszaki berendezéseit a szlovák mérnökök 1938-ban áttelepítették Besztercebányára. Jellemző a nyitrai adó teljesítménye: a kezdeti 1500 kW-os adó helyett később 200 kW-tal; jelenleg 50 kW-tal sugározta műsorát.
Az AM-sugárzás 2022-ben megszűnt.

## Csatornák
A rádió 9 csatornát üzemeltet.
Az FM sávban:
- SRo 1: Rádio Slovensko (Hírek, információk, hírháttérelemzések, popzene)
- SRo 2: Rádio Regina (Regionális, főleg idős embereknek szóló műsorok régebbi pop-, és népzenével, 3 régió: Pozsony, Besztercebánya, Kassa)
- SRo 3: Rádio Devín (Kultúra, komolyzene)
- SRo 4: Rádio FM (Alternatív és elektronikus zenei műfajok – 2006 előtt RockFM néven működött)
- SRo 5: Pátria Rádió (Magyar nyelvű adások, főleg magyar pop-, és rockzenével)

Digitálisan fogható csatornák:
- SRo 5: Pátria Rádió (Magyar nyelvű adások, Pozsony környékén FM 98,9 MHz, analóg és DRM+ rendszerű digitális földi adás.)[9]
- SRo 7: Rádio Pyramída (Klasszikus zene. Interneten és műholdon keresztül fogható. 2009-ben indult.)
- SRo 8: Rádio Litera (Dráma. Interneten és műholdon keresztül fogható. 2009-ben indult.)
- SRo 9: Rádio Junior (Gyerekeknek és fiataloknak szóló digitális csatorna. Interneten és műholdon keresztül fogható. 2010-ben indult.)